# Buniwangi (Surade)
Buniwangi is een bestuurslaag in het regentschap Sukabumi van de provincie West-Java, Indonesië. Buniwangi telt 9726 inwoners (volkstelling 2010).